# Notolabrus
Notolabrus là một chi cá biển thuộc họ Cá bàng chài. Các loài trong chi này có phạm vi phân bố tập trung chủ yếu ở Tây Nam Thái Bình Dương và Đông Nam Ấn Độ Dương (giới hạn ở vùng bờ biển phía nam Úc và New Zealand).

## Từ nguyên
Từ định danh của chi được ghép bởi 2 từ trong tiếng Hy Lạp: notos ("hướng nam") và labros (từ chỉ chung các loài cá bàng chài), hàm ý đề cập đến phạm vi phân bố ở phương nam của loài này.

## Phân loại
Trước đây, những loài Notolabrus được gộp chung vào chi Pseudolabrus, tuy nhiên các loài Notolabrus sau này có những khác biệt nhất định về hình thái so với Pseudolabrus nên đã được xếp thành một chi riêng biệt. Về kích thước, Notolabrus thường lớn hơn so với Pseudolabrus.

## Các loài
Có 7 loài được công nhận là hợp lệ trong chi này, bao gồm:
- Notolabrus celidotus (Bloch & Schneider, 1801)
- Notolabrus cinctus (Hutton, 1877)
- Notolabrus fucicola (Richardson, 1840)
- Notolabrus gymnogenis (Günther, 1862)
- Notolabrus inscriptus (Richardson, 1848)
- Notolabrus parilus (Richardson, 1850)
- Notolabrus tetricus (Richardson, 1840)

### Trích dẫn
- B. C. Russell (1988). "Revision of the labrid fish genus Pseudolabrus and allied genera" (PDF). Records of the Australian Museum. Quyển 9. tr. 1–72.